# Conector elétrico

Símbolos esquemáticos para conectores macho e fêmea ver Gênero de conectores e fixadores

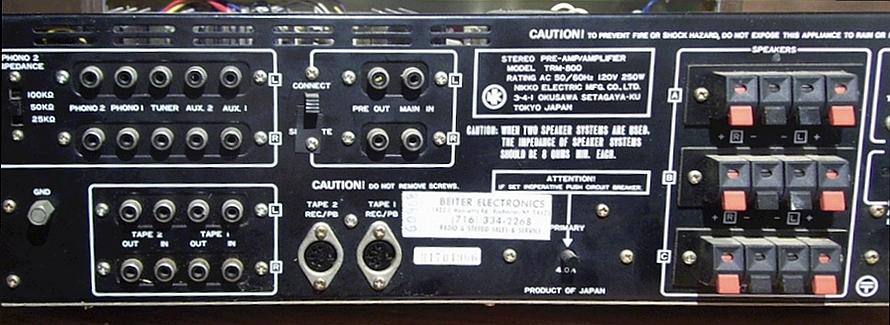
Este painel traseiro de um amplificador integrado apresenta uma variedade de conectores elétricos

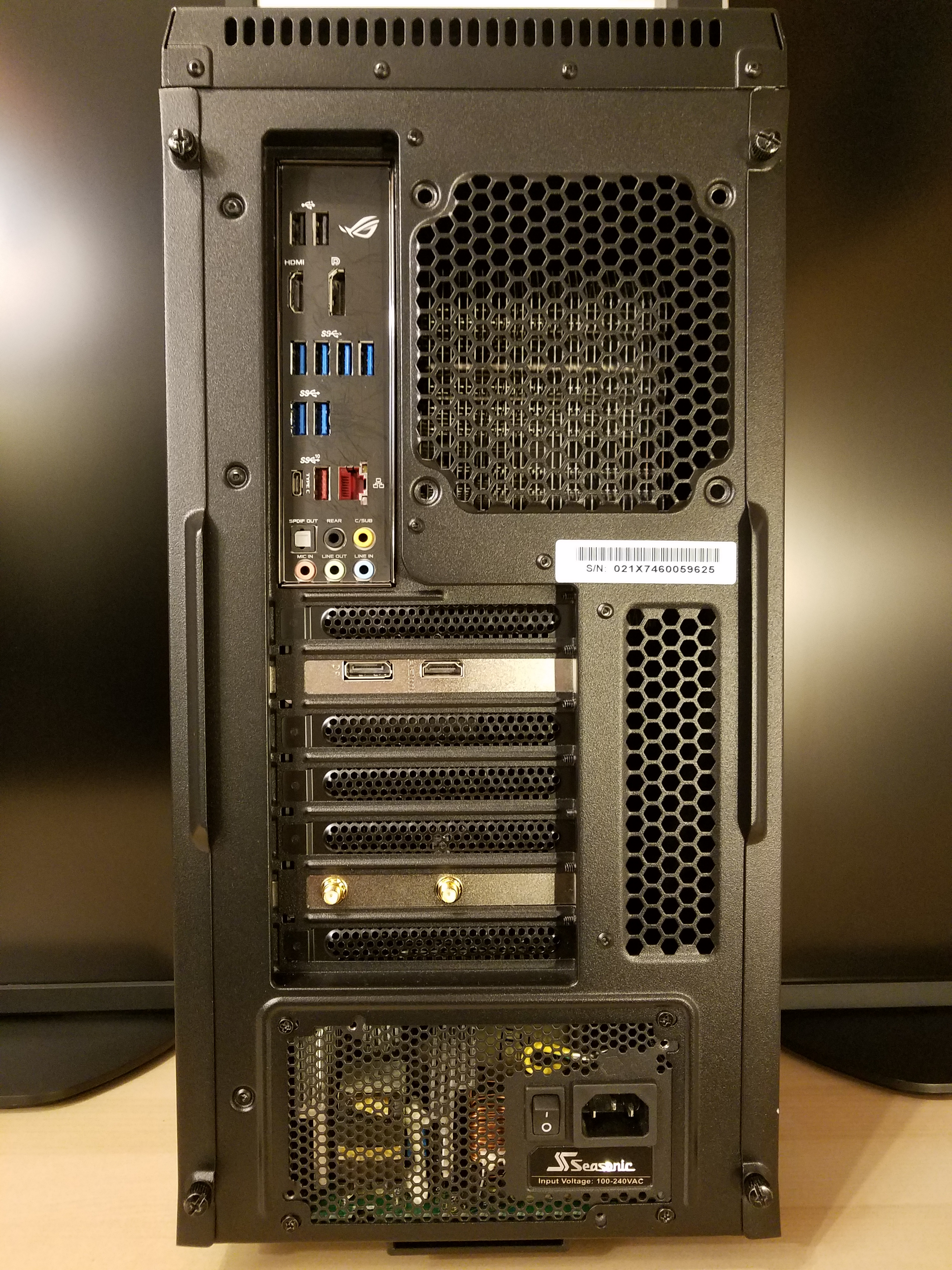
Conectores na parte traseira de um computador 2018

Os componentes de um circuito elétrico são eletricamente conectados se uma corrente elétrica puder circular entre eles através de um condutor elétrico. Um conector elétrico é um dispositivo eletromecânico usado para criar uma conexão elétrica entre partes de um circuito elétrico ou entre diferentes circuitos elétricos, unindo-os assim em um circuito maior. A maioria dos conectores elétricos tem um gênero  – ou seja, o componente macho, chamado plugue, conecta-se ao componente fêmea, ou soquete. A conexão pode ser removível (como em equipamentos portáteis), necessitar de ferramenta para montagem e remoção ou servir como junta elétrica permanente entre dois pontos. Um adaptador pode ser usado para unir conectores diferentes.
Milhares de configurações de conectores são fabricadas para aplicações de energia, dados e audiovisuais. Os conectores elétricos podem ser divididos em quatro categorias básicas, diferenciadas por sua função:
- conectores em linha ou de cabo permanentemente conectados a um cabo, para que possa ser conectado a outro terminal (um instrumento estacionário ou outro cabo)[5]
- Conectores de chassi ou painel permanentemente conectados a um equipamento para que os usuários possam conectar um cabo a um dispositivo estacionário
- Conectores de montagem em PCB soldados a uma placa de circuito impresso, fornecendo um ponto para fixação de cabos ou fios.[6] :56 (por exemplo, conectores de pinos, terminais de parafuso, conectores placa a placa)
- Conectores de emenda ou topo (principalmente conectores de deslocamento de isolamento) que unem permanentemente dois comprimentos de fio ou cabo

Na computação, os conectores elétricos são considerados uma interface física e constituem parte da camada física no modelo OSI de rede.

## Construção física
Além das classes mencionadas acima, os conectores são caracterizados por sua pinagem, método de conexão, materiais, tamanho, resistência de contato, isolamento, durabilidade mecânica, proteção contra ingresso, vida útil (número de ciclos) e facilidade de uso.
Geralmente é desejável que um conector seja fácil de identificar visualmente, rápido de montar, barato e exija apenas ferramentas simples. Em alguns casos, um fabricante de equipamento pode escolher um conector especificamente porque não é compatível com os de outras fontes, permitindo o controle do que pode estar conectado. Nenhum conector possui todas as propriedades ideais para cada aplicação; a proliferação de tipos é resultado dos requisitos diversos, porém específicos, dos fabricantes.:6

### Materiais
Os conectores elétricos consistem essencialmente em duas classes de materiais: condutores e isoladores. Propriedades importantes para materiais condutores são resistência de contato, condutividade, resistência mecânica, conformabilidade e resiliência. Os isoladores devem ter alta resistência elétrica, suportar altas temperaturas e ser fáceis de fabricar para um ajuste preciso. São feitos de cobre, aço, ferro, alumínio, zinco ou materiais termoplásticos.
Os eletrodos nos conectores geralmente são feitos de ligas de cobre, devido à sua boa condutividade e maleabilidade. :15
As alternativas incluem latão, bronze fosforoso e cobre-berílio. O metal do eletrodo base geralmente é revestido com outro metal inerte, como ouro, níquel ou estanho. A utilização de um material de revestimento com boa condutividade, robustez mecânica e resistência à corrosão ajuda a reduzir a influência de camadas de óxido passivantes e adsorbatos superficiais, que limitam as manchas de contato metal-metal e contribuem para a resistência de contato. Por exemplo, as ligas de cobre têm propriedades mecânicas favoráveis para eletrodos, mas são difíceis de soldar e propensas à corrosão. Assim, os pinos de cobre são geralmente revestidos com ouro para aliviar essas armadilhas, especialmente para sinais analógicos e aplicações de alta confiabilidade.
Os porta-contatos que unem as partes de um conector geralmente são feitos de plástico, devido às suas propriedades isolantes. As carcaças ou backshells podem ser feitas de plástico moldado e metal. :15 Corpos de conectores para uso em altas temperaturas, como termopares ou associados a grandes lâmpadas incandescentes, podem ser feitos de material cerâmico queimado.

### Modos de falha
A maioria das falhas de conectores resulta em conexões intermitentes ou contatos abertos:
| Modo de falha   | Probabilidade relativa |
| --------------- | ---------------------- |
| Circuito aberto | 61%                    |
| Mau contato     | 23%                    |
| Curto circuito  | 16%                    |

Os conectores são componentes puramente passivos – ou seja, não melhoram a função de um circuito – portanto, os conectores devem afetar o mínimo possível a função de um circuito. A montagem insegura dos conectores (principalmente montados no chassi) pode contribuir significativamente para o risco de falha, especialmente quando submetidos a choques ou vibrações extremos. Outras causas de falha são conectores com classificação inadequada para a corrente e tensão aplicadas, conectores com proteção de entrada inadequada e backshells rosqueados que estão desgastados ou danificados.
As altas temperaturas também podem causar falhas nos conectores, resultando em uma “avalanche” de falhas – aumento da temperatura ambiente, levando à diminuição da resistência de isolamento e aumento da resistência do condutor; esse aumento gera mais calor e o ciclo se repete.
O atrito (a chamada corrosão dinâmica) é um modo de falha comum em conectores elétricos que não foram projetados especificamente para evitá-lo, especialmente naqueles que são frequentemente acoplados e desencaixados. A corrosão superficial é um risco para muitas peças metálicas em conectores e pode fazer com que os contatos formem uma fina camada superficial que aumenta a resistência, contribuindo assim para o acúmulo de calor e conexões intermitentes. No entanto, recolocar ou recolocar um conector pode aliviar o problema de corrosão superficial, uma vez que cada ciclo raspa uma camada microscópica da superfície do(s) contato(s), expondo uma superfície nova e não oxidada.

### Conectores circulares
Muitos conectores usados para aplicações industriais e de alta confiabilidade são circulares em seção transversal, com um invólucro cilíndrico e geometrias de interface de contato circulares. Isso contrasta com o design retangular de alguns conectores, por exemplo, conectores USB ou blade. Eles são comumente usados para engate e desengate mais fáceis, vedação ambiental rigorosa e desempenho mecânico robusto. Eles são amplamente utilizados em máquinas militares, aeroespaciais, industriais e ferroviárias, onde MIL-DTL-5015 e MIL-DTL-38999 são comumente especificados. Áreas como engenharia de som e comunicação de rádio também utilizam conectores circulares, como XLR e BNC. Os plugues de alimentação AC também são comumente circulares, por exemplo, plugues Schuko e IEC 60309.

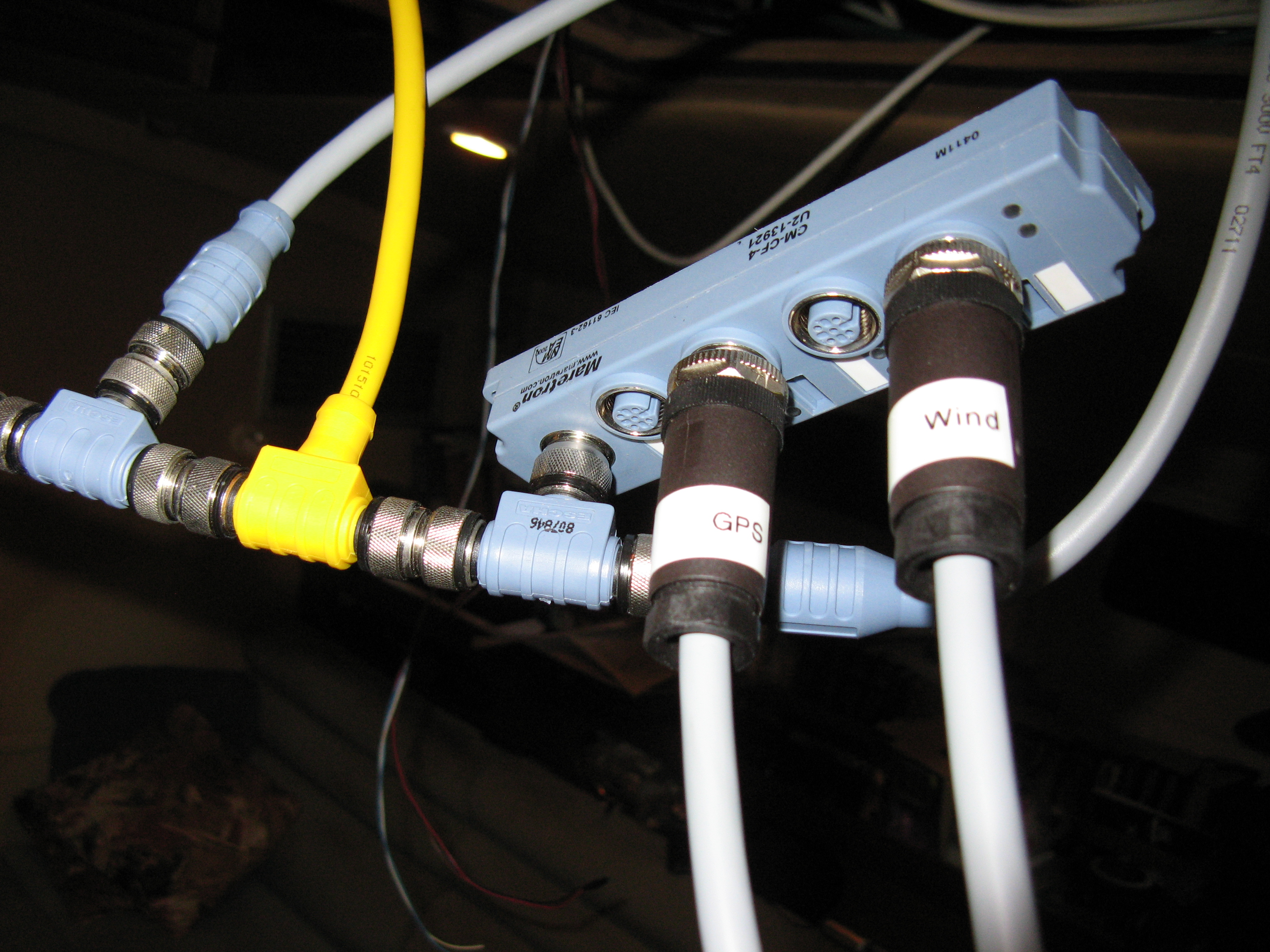
Cabeamento NMEA 2000 usando conectores M12

O conector M12, especificado em IEC 61076-2-101, é um par de plugue / receptáculo elétrico circular com roscas correspondentes de diâmetro externo de 12 mm, usado em NMEA 2000, DeviceNet, IO-Link, alguns tipos de Ethernet industrial, etc.
Uma desvantagem do design circular é o uso ineficiente do espaço do painel quando usado em arranjos, quando comparado aos conectores retangulares.
Os conectores circulares geralmente usam backshells, que fornecem proteção física e eletromagnética, embora às vezes também forneçam um método para travar o conector em um receptáculo.
Em alguns casos, esse revestimento traseiro fornece uma vedação hermética, ou algum grau de proteção contra entrada, por meio do uso de ilhós, anéis de vedação ou encapsulamento.

### Conectores híbridos
Os conectores híbridos permitem a mistura de vários tipos de conectores, geralmente por meio de um invólucro com inserções. Esses invólucros também podem permitir a mistura de interfaces elétricas e não elétricas, sendo exemplos destas últimas conectores de linha pneumática e conectores de fibra óptica. Como os conectores híbridos são modulares por natureza, eles tendem a simplificar a montagem, o reparo e modificações futuras. Eles também permitem a criação de conjuntos de cabos compostos que podem reduzir o tempo de instalação do equipamento, reduzindo o número de conjuntos individuais de cabos e conectores.

## Recursos mecânicos

### Sequência de pinos
Alguns conectores são projetados de forma que certos pinos entrem em contato antes de outros quando inseridos e quebrem primeiro na desconexão. Isso é frequentemente usado em conectores de energia para proteger equipamentos, por exemplo, conectando primeiro o aterramento de segurança. Também é empregado para sinais digitais, como um método para sequenciar conexões adequadamente em hot swapping.

### Codificação
Muitos conectores são keyed (chaveados) com algum componente mecânico (às vezes chamado de keyway (rasgo de chaveta)), o que evita o acoplamento em uma orientação incorreta. Isso pode ser usado para evitar danos mecânicos aos conectores, impedindo que fiquem presos no ângulo errado ou no conector errado, ou para evitar conexões elétricas incompatíveis ou perigosas, como conectar um cabo de áudio a uma tomada elétrica. A codificação também evita que conectores simétricos sejam conectados na orientação ou polaridade errada. A codificação é particularmente importante para situações onde existem muitos conectores semelhantes, como na eletrônica de sinais. :26 Por exemplo, os conectores XLR possuem um entalhe para garantir a orientação adequada, enquanto os plugues Mini-DIN possuem uma projeção de plástico que se encaixa em um orifício correspondente no soquete (eles também possuem uma saia de metal entalhada para fornecer chaveamento secundário).

### Mecanismos de bloqueio
Alguns invólucros de conectores são projetados com mecanismos de travamento para evitar desconexão inadvertida ou vedação ambiental deficiente. Os projetos de mecanismos de travamento incluem alavancas de travamento de vários tipos, jackscrews, conchas de rosca, conector push-pull e sistemas de alternância ou baioneta. Alguns conectores, especialmente aqueles com grande número de contatos, exigem forças elevadas para conectar e desconectar. Alavancas de travamento, parafusos de macaco e invólucros de rosca para tais conectores freqüentemente servem tanto para reter o conector quando conectado quanto para fornecer a força necessária para conexão e desconexão. Dependendo dos requisitos da aplicação, os invólucros com mecanismos de travamento podem ser testados sob diversas simulações ambientais que incluem choque físico e vibração, borrifos de água, poeira, etc. para garantir a integridade da conexão elétrica e das vedações do invólucro.

### Backshells
Backshells são um acessório comum para conectores industriais e de alta confiabilidade, especialmente conectores circulares. Os backshells normalmente protegem o conector e/ou cabo contra estresse ambiental ou mecânico, ou protegem-no contra interferência eletromagnética. Muitos tipos de backshells estão disponíveis para diferentes finalidades, incluindo vários tamanhos, formatos, materiais e níveis de proteção. Os backshells geralmente travam no cabo com uma braçadeira ou capa moldada e podem ser rosqueados para fixação em um receptáculo correspondente. Backshells para uso militar e aeroespacial são regulamentados pela SAE AS85049 nos EUA.

### Contatos hiperbolóides
Para fornecer estabilidade de sinal garantida em ambientes extremos, o design tradicional de pinos e soquetes pode se tornar inadequado. Os contatos hiperbolóides são projetados para suportar demandas físicas mais extremas, como vibrações e choques. Eles também exigem cerca de 40% menos força de inserção  –  tão baixo quanto 0,3 newtons 0,3 newtons (1 ozf) por contato, –  o que prolonga a vida útil e, em alguns casos, oferece uma alternativa aos conectores com força de inserção zero.
Em um conector com contatos hiperbolóides, cada contato fêmea possui vários fios longitudinais igualmente espaçados e torcidos em um formato hiperbólico. Esses fios são altamente resistentes à deformação, mas ainda um tanto elásticos, portanto funcionam essencialmente como molas lineares. À medida que o pino macho é inserido, os fios axiais na metade do soquete são desviados, enrolando-se em torno do pino para fornecer vários pontos de contato. Os fios internos que formam a estrutura hiperbolóide são geralmente ancorados em cada extremidade dobrando a ponta em uma ranhura ou entalhe no alojamento.
Embora os contatos hiperbolóides possam ser a única opção para fazer uma conexão confiável em algumas circunstâncias, eles têm a desvantagem de ocupar maior volume em um conector, o que pode causar problemas em conectores de alta densidade. Eles também são significativamente mais caros do que os contatos tradicionais de pino e soquete, o que limitou sua aceitação desde sua invenção na década de 1920 por Wilhelm Harold Frederick. Na década de 1950, François Bonhomme popularizou os contatos hiperbolóides com seu conector "Hypertac", que mais tarde foi adquirido pelo Smiths Group. Durante as décadas seguintes, os conectores ganharam popularidade e ainda são usados para aplicações médicas, industriais, militares, aeroespaciais e ferroviárias (particularmente trens na Europa).

### Pinos Pogo

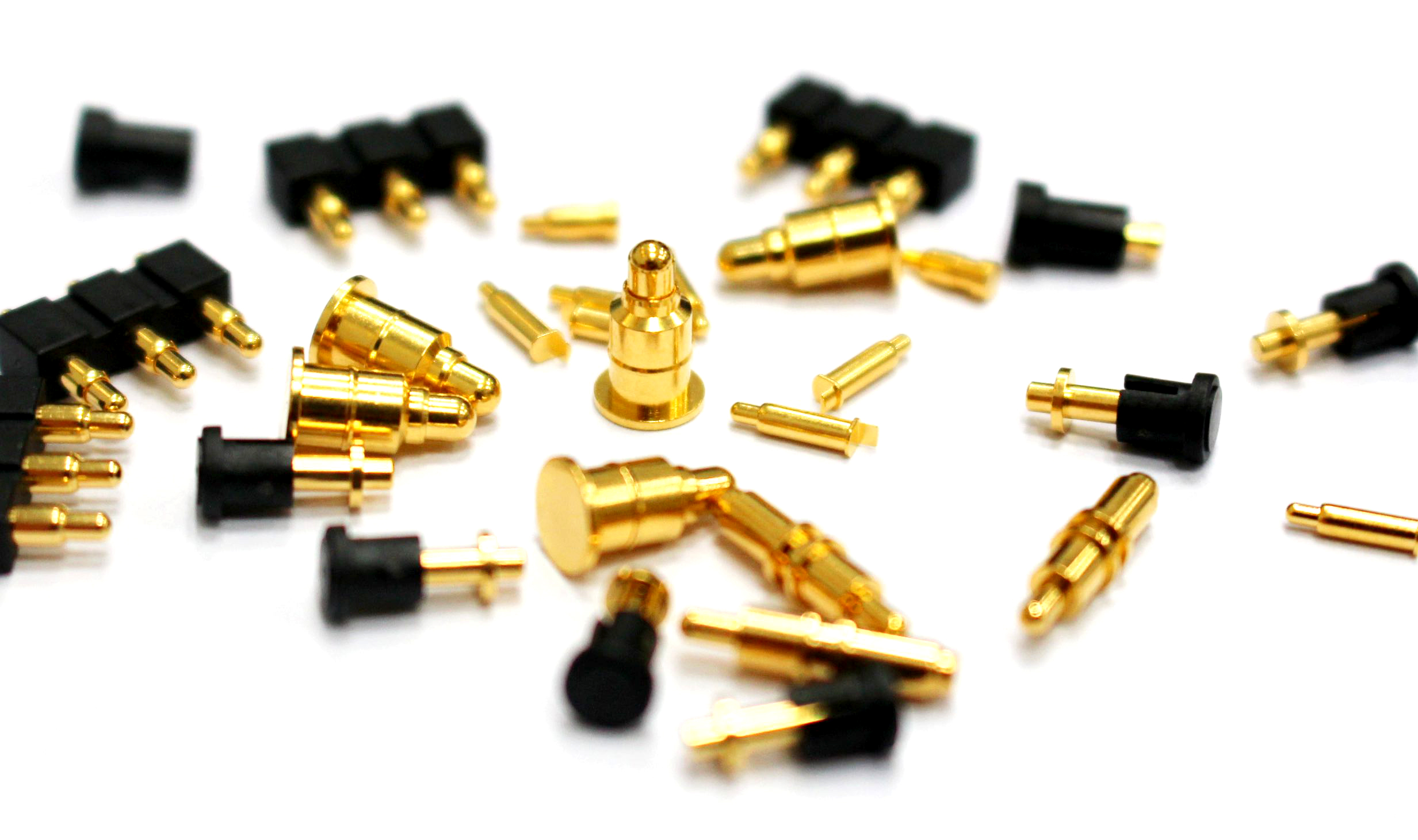
Conectores de pino Pogo

Os conectores Pogo Pin ou com mola são comumente usados em produtos de consumo e industriais, onde a resiliência mecânica e a facilidade de uso são prioridades. O conector consiste em um cilindro, uma mola e um êmbolo. Eles estão em aplicações como o conector MagSafe, onde uma desconexão rápida é desejada por segurança. Como dependem da pressão da mola e não do atrito, eles podem ser mais duráveis e menos prejudiciais do que os designs tradicionais de pinos e soquetes, levando ao seu uso em testes no circuito.

### Conectores de mola de coroa

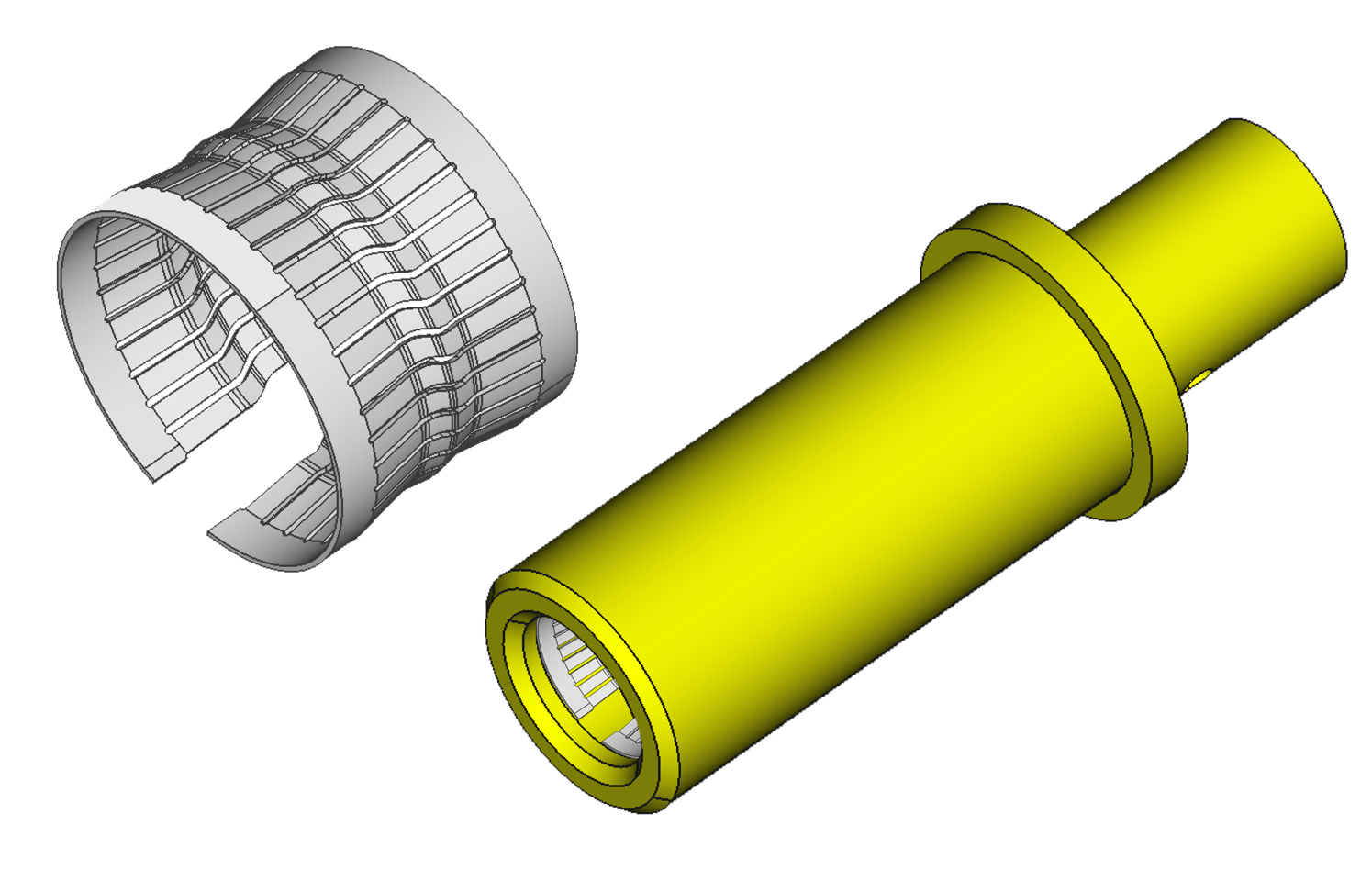
Plugue de mola de coroa típico e seu soquete fêmea

Os conectores de mola de coroa são comumente usados para fluxos de corrente mais elevados e aplicações industriais. Eles possuem um grande número de pontos de contato, o que proporciona uma conexão eletricamente mais confiável do que os conectores tradicionais de pino e soquete.

## Métodos de conexão
Embora tecnicamente imprecisos, os conectores elétricos podem ser vistos como um tipo de adaptador para converter entre dois métodos de conexão, que são permanentemente conectados em uma extremidade e (geralmente) destacáveis na outra extremidade. :40 Por definição, cada extremidade deste "adaptador" possui um método de conexão diferente  –  por exemplo, as abas de solda em um conector de telefone macho e o próprio conector de telefone macho. Neste exemplo, as abas de solda conectadas ao cabo representam a conexão permanente, enquanto a parte do conector macho faz interface com um soquete fêmea formando uma conexão destacável.
Existem muitas maneiras de aplicar um conector a um cabo ou dispositivo. Alguns desses métodos podem ser realizados sem ferramentas especializadas. Outros métodos, embora exijam uma ferramenta especial, podem montar conectores com muito mais rapidez e confiabilidade, além de facilitar os reparos.
O número de vezes que um conector pode se conectar e desconectar de seu equivalente, atendendo a todas as suas especificações, é denominado ciclos de acoplamento e é uma medida indireta da vida útil do conector. O material usado para contato do conector, tipo de revestimento e espessura é um fator importante que determina os ciclos de acoplamento.

### Conectores de plugue e soquete
Os conectores de plugue e soquete são geralmente compostos de um plugue macho (normalmente contatos de pino) e um soquete fêmea (normalmente contatos de receptáculo). Freqüentemente, mas nem sempre, os soquetes são fixados permanentemente a um dispositivo, como em um conector de chassi (veja acima), e os plugues são fixados a um cabo.
Os plugues geralmente têm um ou mais pinos ou pontas que são inseridos nas aberturas do soquete correspondente. A conexão entre as peças metálicas correspondentes deve ser suficientemente apertada para fazer uma boa conexão elétrica e completar o circuito. Um tipo alternativo de conexão de plugue e tomada utiliza contatos hiperbolóides, o que torna a conexão elétrica mais confiável. Ao trabalhar com conectores multipinos, é útil ter um diagrama de pinagem para identificar o fio ou nó do circuito conectado a cada pino.
Alguns estilos de conectores podem combinar tipos de conexão de pino e soquete em uma única unidade, conhecida como conector hermafrodita.:56 Esses conectores incluem o acoplamento com aspectos masculinos e femininos, envolvendo peças idênticas emparelhadas complementares, cada uma contendo saliências e reentrâncias. Essas superfícies de contato são montadas em acessórios idênticos que se encaixam livremente em qualquer outro, independentemente do gênero (desde que o tamanho e o tipo correspondam).
Às vezes, ambas as extremidades de um cabo terminam com o mesmo gênero de conector, como em muitos patch cables Ethernet. Em outras aplicações as duas extremidades são terminadas de forma diferente, seja com macho e fêmea do mesmo conector (como em um cabo de extensão), ou com conectores incompatíveis, o que às vezes é chamado de cabo adaptador.
Plugues e soquetes são amplamente utilizados em vários sistemas de conectores, incluindo conectores blade, placas de ensaio, conectores XLR, tomadas elétricas de automóveis, conectores banana e conectores de telefone.

#### Jacks e plugs

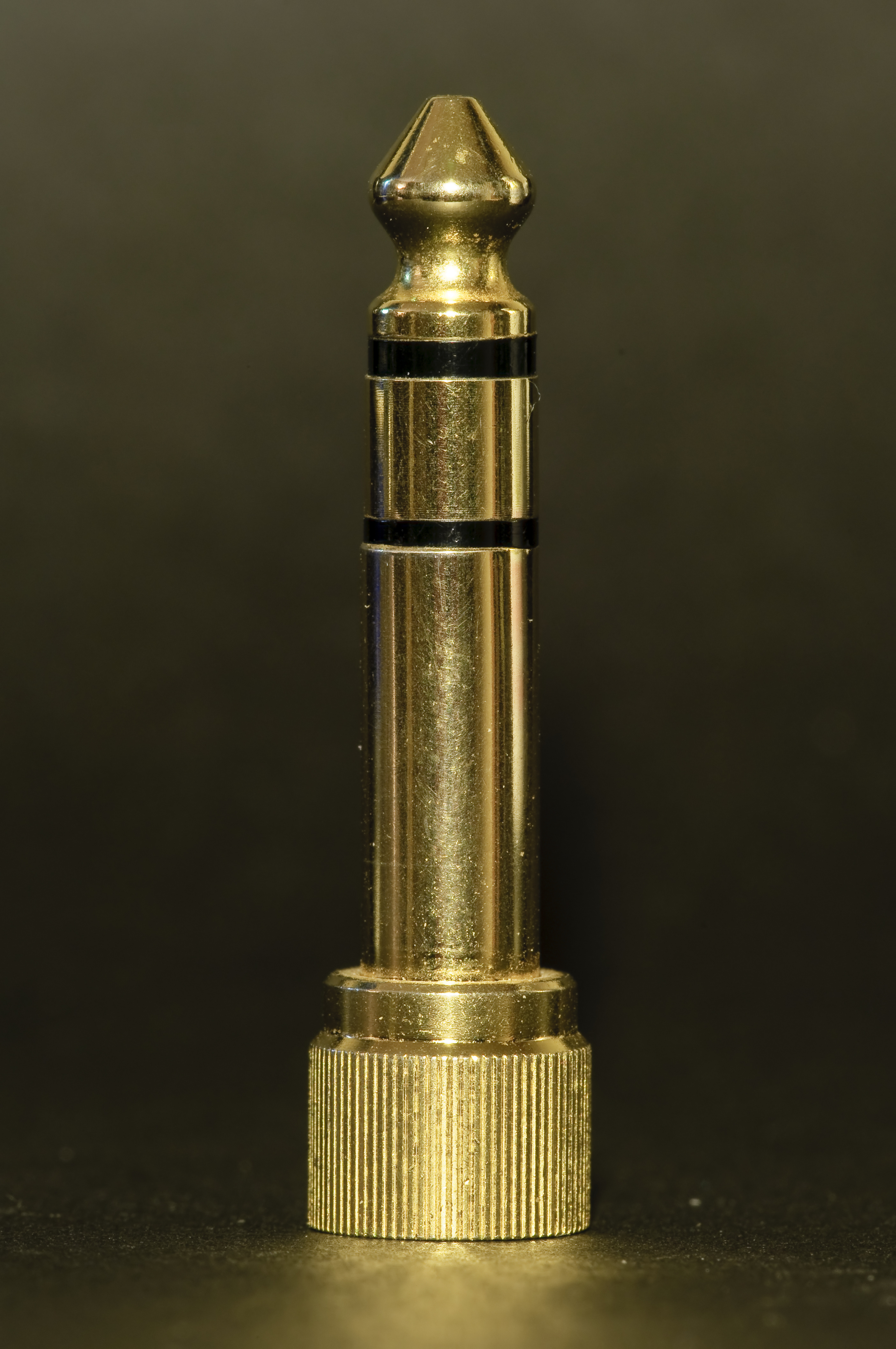
Plug de telefone macho

Um conector é um conector instalado na superfície de um anteparo ou gabinete e acoplado ao seu recíproco, o plugue. De acordo com a Sociedade Americana de Engenheiros Mecânicos, o conector estacionário (mais fixo) de um par é classificado como um conector (denotado J), geralmente conectado a uma peça de equipamento como em uma montagem em chassi ou painel -conector de montagem. O conector móvel (menos fixo) é classificado como um plugue (denotado P), projetado para ser conectado a um fio, cabo ou conjunto elétrico removível. Esta convenção está atualmente definida na ASME Y14.44-2008, que substitui IEEE 200-1975, que por sua vez deriva do MIL-STD-16 há muito retirado (da década de 1950), destacando a herança desta nomenclatura de conector convenção. IEEE 315-1975 trabalha junto com ASME Y14.44-2008 para definir conectores e plugues.
O termo jack ocorre em vários termos relacionados:
- O registered jack ou conector modular em RJ11, RJ45 e outros conectores semelhantes usados para telecomunicações e redes de computadores
- A tomada telefônica das centrais telefônicas manuais, que é a tomada que se ajusta ao plugue telefônico original de 1/4 polegadas (6,35 mm)
- O conector de telefone de 1/4 polegadas (6,35 mm) comum a muitas aplicações eletrônicas em várias configurações, às vezes chamado de conector de fone de ouvido
- O conector RCA, também conhecido como conector phono, comum em eletrônicos audiovisuais de consumo
- A tomada EIAJ para aparelhos de consumo que requerem uma fonte de alimentação inferior a 18,0 volts

### Conectores crimpados

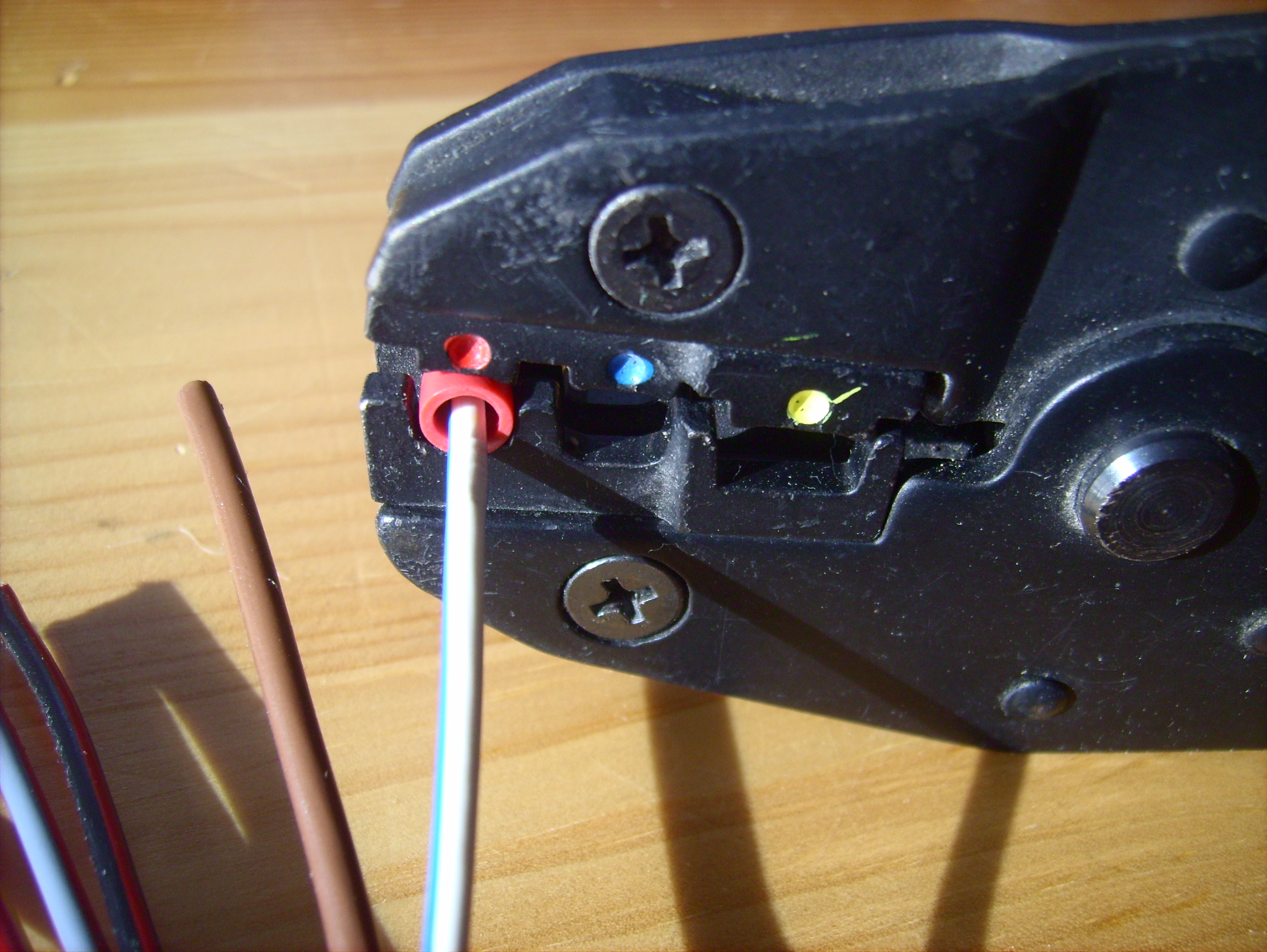
Um fio e um conector sendo prensados juntos com uma ferramenta de crimpagem

Conectores crimpados são um tipo de conexão sem solda, que utiliza fricção mecânica e deformação uniforme para fixar um conector a um fio pré-descascado (geralmente trançado). A crimpagem é usada em conectores de emenda, plugues e soquetes multipinos crimpados e conectores coaxiais crimpados. A crimpagem geralmente requer uma ferramenta de crimpagem especializada, mas os conectores são rápidos e fáceis de instalar e são uma alternativa comum às conexões de solda ou conectores de deslocamento de isolamento. Conexões de crimpagem eficazes deformam o metal do conector além do seu ponto de escoamento, de modo que o fio comprimido causa tensão no conector circundante, e essas forças se contrapõem para criar um alto grau de atrito estático. Devido ao elemento elástico nas conexões crimpadas, são altamente resistentes a vibrações e choques térmico.
Os contatos crimpados são permanentes (ou seja, os conectores e as extremidades dos fios não podem ser reutilizados).
Os conectores plug-and-socket crimpados podem ser classificados como liberação traseira ou liberação frontal. Isto se refere ao lado do conector onde os pinos estão ancorados:
- Os contatos de liberação frontais são liberados pela parte frontal (lado do contato) do conector e removidos pela parte traseira. A ferramenta de remoção engata na parte frontal do contato e o empurra para a parte traseira do conector.
- Os contatos de liberação traseiros são liberados e removidos da parte traseira (lado do fio) do conector. A ferramenta de remoção libera os contatos da parte traseira e puxa o contato para fora do retentor.

### Connectores soldados
Muitos conectores de plugue e soquete são conectados a um fio ou cabo soldando condutores a eletrodos na parte traseira do conector. As juntas soldadas em conectores são robustas e confiáveis se executadas corretamente, mas geralmente são mais lentas de serem feitas do que as conexões crimpadas. Quando os fios devem ser soldados na parte traseira de um conector, um backshell é frequentemente usado para proteger a conexão e adicionar alívio de tensão. São fornecidos baldes de solda de metal ou copos de solda, que consistem em uma cavidade cilíndrica que um instalador preenche com solda antes de inserir o fio.
Ao criar conexões soldadas, é possível derreter o dielétrico entre pinos ou fios. Isso pode causar problemas porque a condutividade térmica dos metais faz com que o calor se distribua rapidamente através do cabo e do conector, e quando esse calor derrete o dielétrico plástico, pode causar curtos-circuitos ou isolamento "queimado" (cônico). As juntas soldadas também são mais propensas a falhas mecânicas do que as juntas crimpadas quando submetidas a vibração e compressão.

### Conectores de deslocamento de isolamento
Como a remoção do isolamento dos fios é demorada, muitos conectores destinados à montagem rápida usam conectores de deslocamento de isolamento que cortam o isolamento à medida que o fio é inserido. Geralmente assumem a forma de uma abertura em forma de garfo no terminal, na qual o fio isolado é pressionado, que corta o isolamento para entrar em contato com o condutor. Para fazer essas conexões de forma confiável em uma linha de produção, ferramentas especiais controlam com precisão as forças aplicadas durante a montagem. Em pequenas escalas, estas ferramentas tendem a custar mais do que ferramentas para conexões crimpadas.
Conectores de deslocamento de isolamento são geralmente usados com condutores pequenos para fins de sinal e em baixa tensão. Condutores de energia que transportam mais do que alguns amperes são terminados de forma mais confiável com outros meios, embora os conectores de pressão "hot tap" encontrem algum uso em aplicações automotivas para acréscimos à fiação existente.
Um exemplo comum é o cabo plano multicondutor usado em unidades de disco de computador; terminar cada um dos muitos (aproximadamente 40) fios individualmente seria lento e sujeito a erros, mas um conector de deslocamento de isolamento pode terminar todos os fios em uma única ação. Outro uso muito comum são os chamados blocos punch-down, usados para terminar a fiação de par trançado não blindado.

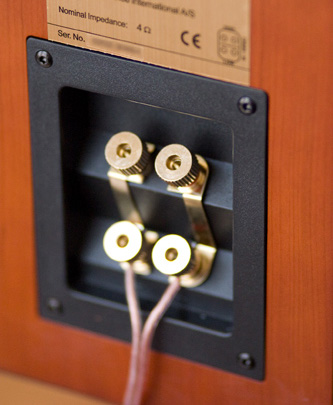
Postes de ligação em um alto- falante biamplificado

### Postes de ligação
Os postes de ligação são um método de conexão de fio único, onde o fio desencapado é parafusado ou preso a um eletrodo de metal. Esses conectores são frequentemente usados em equipamentos de teste eletrônico e de áudio. Muitos postes de ligação também aceitam um plug banana.

### Terminais de parafuso
As conexões roscadas são frequentemente usadas para fiação semipermanente e conexões internas de dispositivos, devido à sua construção simples, mas confiável. O princípio básico de todos os terminais de parafuso envolve a ponta de um parafuso fixada em um condutor desencapado. Eles podem ser usados para unir vários condutores, para conectar fios a uma placa de circuito impresso ou para terminar um cabo em um plugue ou soquete. :50 O parafuso de fixação pode atuar no eixo longitudinal (paralelo ao fio) ou no eixo transversal (perpendicular ao fio), ou ambos. Algumas desvantagens são que conectar os fios é mais difícil do que simplesmente conectar um cabo, e os terminais de parafuso geralmente não são muito bem protegidos do contato com pessoas ou materiais condutores estranhos.

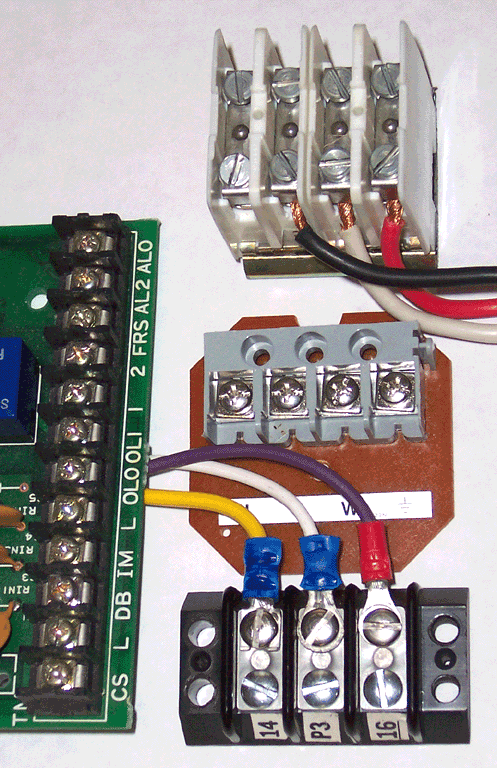
Blocos terminais de vários tipos

Os blocos terminais (também chamados de placas terminais ou tiras) fornecem um meio conveniente de conectar fios elétricos individuais sem emenda ou unir fisicamente as extremidades. Como os blocos terminais estão prontamente disponíveis para uma ampla variedade de tamanhos de fios e quantidades de terminais, eles são um dos tipos mais flexíveis de conectores elétricos disponíveis. Um tipo de bloco de terminais aceita fios que são preparados apenas retirando um pequeno pedaço de isolamento da extremidade. Outro tipo, muitas vezes chamado de tiras de barreira, aceita fios que possuem terminais em forma de anel ou espada cravados nos fios.
Os terminais de parafuso montados na placa de circuito impresso (PCB) permitem que fios individuais sejam conectados a uma PCB por meio de cabos soldados à placa.

### Conectores de anel e espada

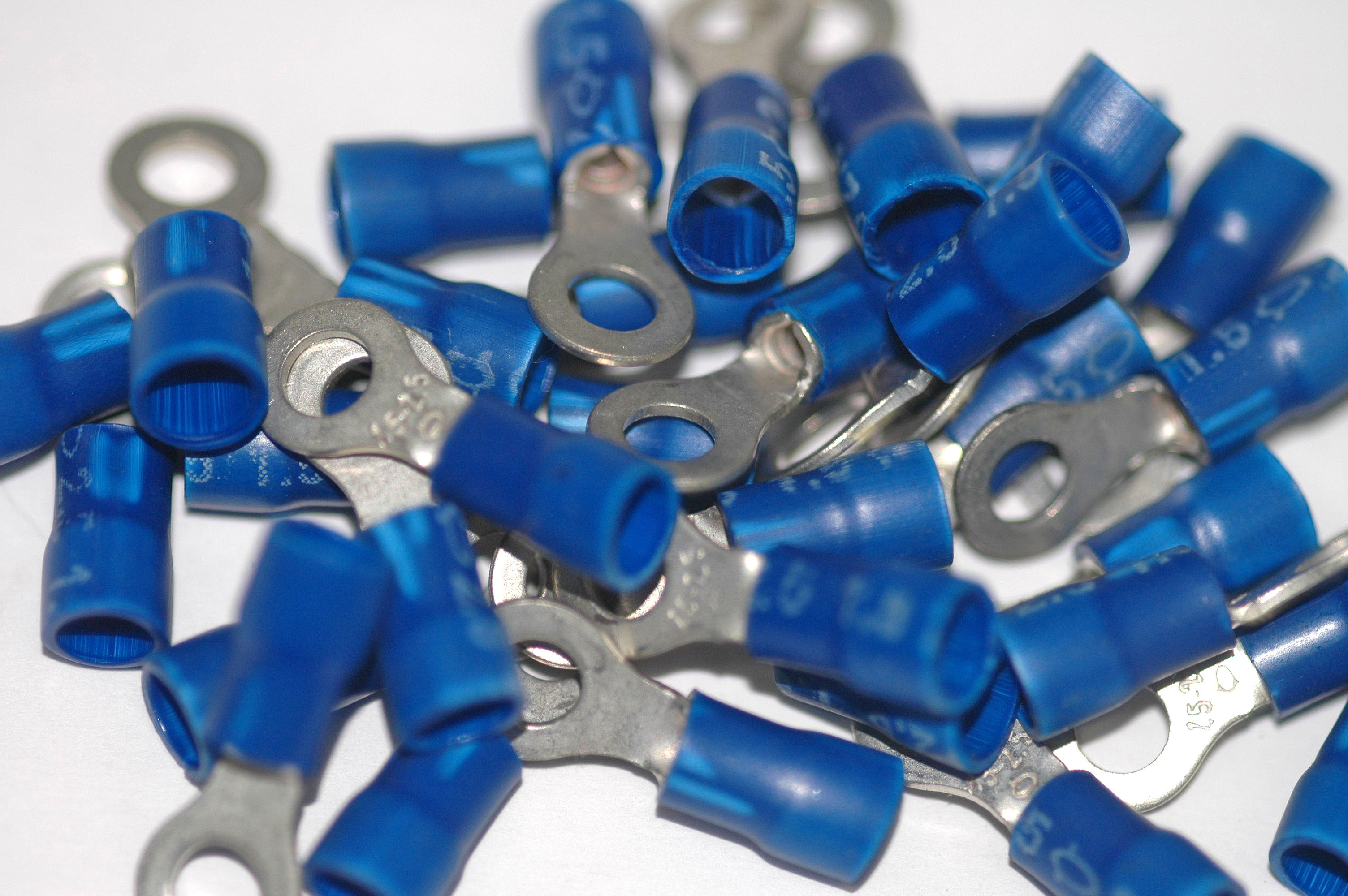
Conectores de crimpagem de extremidade de fio estilo anel

Os conectores na linha superior da imagem são conhecidos como terminais em anel e terminais em espada (às vezes chamados de terminais em garfo ou em anel dividido). O contato elétrico é feito pela superfície plana do anel ou pá, enquanto mecanicamente eles são fixados passando um parafuso ou perno através deles. O formato do terminal tipo espada facilita as conexões, uma vez que o parafuso ou perno pode ser deixado parcialmente parafusado enquanto o terminal tipo espada é removido ou conectado. Seus tamanhos podem ser determinados pela bitola do fio condutor e pelos diâmetros interno e externo.
No caso de conectores de crimpagem isolados, a área de crimpagem fica sob uma luva isolante através da qual atua a força de pressão. Durante a crimpagem, a extremidade estendida desta luva isolante é pressionada simultaneamente em torno da área isolada do cabo, criando um alívio de tensão. A manga isolante dos conectores isolados possui uma cor que indica a área da seção transversal do fio. As cores são padronizadas de acordo com DIN 46245:
- Vermelho para áreas de seção transversal de 0,5 a 1 mm²
- Azul para áreas de seção transversal de 1,5 a 2,5 mm²
- Amarelo para áreas de seção transversal acima de 4 a 6 mm²

### Conectores de lâmina

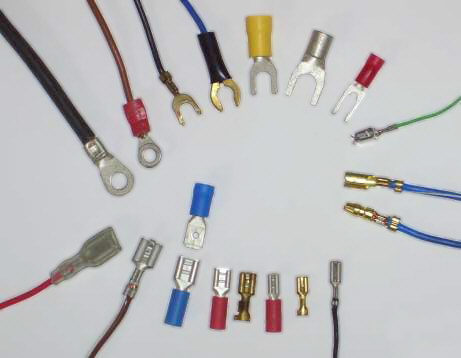
Conectores de lâmina (metade inferior da foto). Terminais em anel e espada (metade superior). Terminais tipo bala, macho e fêmea (centro direito, com fios azuis)

Um conector blade é um tipo de dispositivo de conexão plug-and-socket de fio único que usa uma lâmina condutora plana (plugue) que é inserida em um receptáculo. Os fios são normalmente conectados aos terminais do conector de lâmina macho ou fêmea por crimpagem ou soldagem. Variedades isoladas e não isoladas estão disponíveis. Em alguns casos, a lâmina é parte integrante fabricada de um componente (como um interruptor ou uma unidade de alto-falante) e o terminal do conector recíproco é inserido no terminal do conector do dispositivo.

### Outros métodos de conexão
- Clipes jacaré e crocodilo – braçadeiras condutoras usadas para conexões temporárias, por exemplo, cabos de ligação em ponte
- Conectores placa a placa – por exemplo, conectores de borda de placa ou conectores mezanino FPGA
- Conectores de fio torcido (por exemplo, porcas de fio) – usados em circuitos de energia de baixa tensão para fios de até cerca de 10 AWG
- Envolvimento de fio – usado em placas de circuito mais antigas

### Conectores
- Tomada elétrica
- Porta (informática)
- Garra jacaré
- Conector DIN
- Conector dock
- Conector DB
- Slot (informática)
- Mini-DIN
- Conectores ópticos
- Conenctor de telefone (áudio)
- Conector RCA
- Conenctor RJ-XX
- Eletrônica flexível